# Hugo Hildebrandt (Mediziner)
Hugo Alfred Otto Hildebrandt (* 6. Oktober 1833 in Königsberg i. Pr.; † 3. Juli 1882 ebenda) war ein deutscher Gynäkologe und Hochschullehrer.

## Leben
Hildebrandt studierte an der Albertus-Universität Königsberg Medizin. Nach dem Examen trat er 1857 als Assistenzarzt in die geburtshilfliche Klinik. Seit 1862 für Gynäkologie und Geburtshilfe habilitiert, leitete er nach Albert Hayns Tod im Oktober 1863 die Klinik ein Jahr lang interimistisch und nach Weggang des inzwischen berufenen Otto Spiegelberg ab 1865 dauernd als Ordinarius. 1876/77 war er Prorektor der Albertina. Ende 1879 erkrankte Hildebrandt an einem Nervenleiden. Drei Jahre später erlag er mit 49 Jahren einem Schlaganfall.